# منيف سالم موسى
منيف سالم موسى (Mounif s Moussa): هو شاعر وناقد وأكاديمي من لبنان، وُلد في بلدة المية ومية، جنوب لبنان في 15 آذار عام 1940م، له مؤلفات أدبية وشعرية ودراسات نقدية وأكاديمية، وقد مارس فن النحت وله العديد من التحف. شارك في مؤتمرات وندوات أدبية وأكاديمية، وفي عدّة معارض للفنون الجميلة، ومارس عمله أستاذًا محاضرًا في الجامعة اللبنانية إلى أن تقاعد في عام 2004م، وقد وافته المنية في 6 تشرين الثاني عام 2019م.

## التحصيل العلمي
درس منيف موسى أولًا في كنيسة المية ومية ثم ارتاد المدرسة الرسمية حيث تعلّم مبادئ القراءة ثم انقطع عن الدراسة لسنتين، عاد إلى المدرسة الأسقفية في بلدة أبلح البقاعية ثم إلى المدرسة الرسمية في المية ومية من جديد. نال شهادة «البروفية» أي الشهادة المتوسطة من مدرسة صيدا المتوسطة حيث بدأت كتاباته في مجلة المدرسة. انتقل في العام 1958م إلى الثانوية الرسمية، في تلك المرحلة بدأ يكتب مقالات أدبية في مجلات أدبية وصحف عامة ومتخصصة كما نال شهادتين في دراسة الكتاب المقدس. في العام 1959 انقطع عن الدراسة والتحق متطوعًا في القوات الجوية اللبنانية لثلاث سنوات تقريبًا (1959 - 1961) وعاد بعدها ليتابع دراسته في دار المعلمين والمعلمات في صيدا ثم التحق في التعليم الرسمي.
مارس النحت وشارك في أكثر من معرض للفنون الجميلة، انقطع عن الدراسة مجددًا لمدة ست سنوات ليعود بعدها للدراسة ويحصل على الثانوية العامة -الفرع الأدبي-، ويلتحق بالجامعة اللبنانية وينال الليسانس في اللغة العربية وآدابها وشهادة ماجستير بدرجة «ممتاز» في الأدب العربي المعاصر، ثم حاز شهادة الدكتوراه في الأدب العربي الحديث من الجامعة اليسوعية واتبعها بدكتوراه دولة في النقد الأدبي المقارن من الجامعة اليسوعية أيضا. فقد في الحرب الأهلية اللبنانية مكتبته المتخصصة ذات الستة آلاف مجلد، درّس في كلية الآداب في الجامعة اللبنانية والعديد من الجامعات الخاصة، وكان أحد أساتذة الدراسات العليا فيها. رُفّع إلى رتبة أستاذ بروفسور في الجامعة اللبنانية بموجب المرسوم الجمهوري رقم 2443. بلغ السن القانوني للتقاعد وتقاعد من الجامعة اللبنانية في 15 آذار 2004 واستمر في عمله مع الجامعات الخاصة وكعضو اللجان العلمية وأستاذ مشرف على أطروحات الدكتوراه ورسائل الماجستير.

## دوره الأكاديمي والأدبي

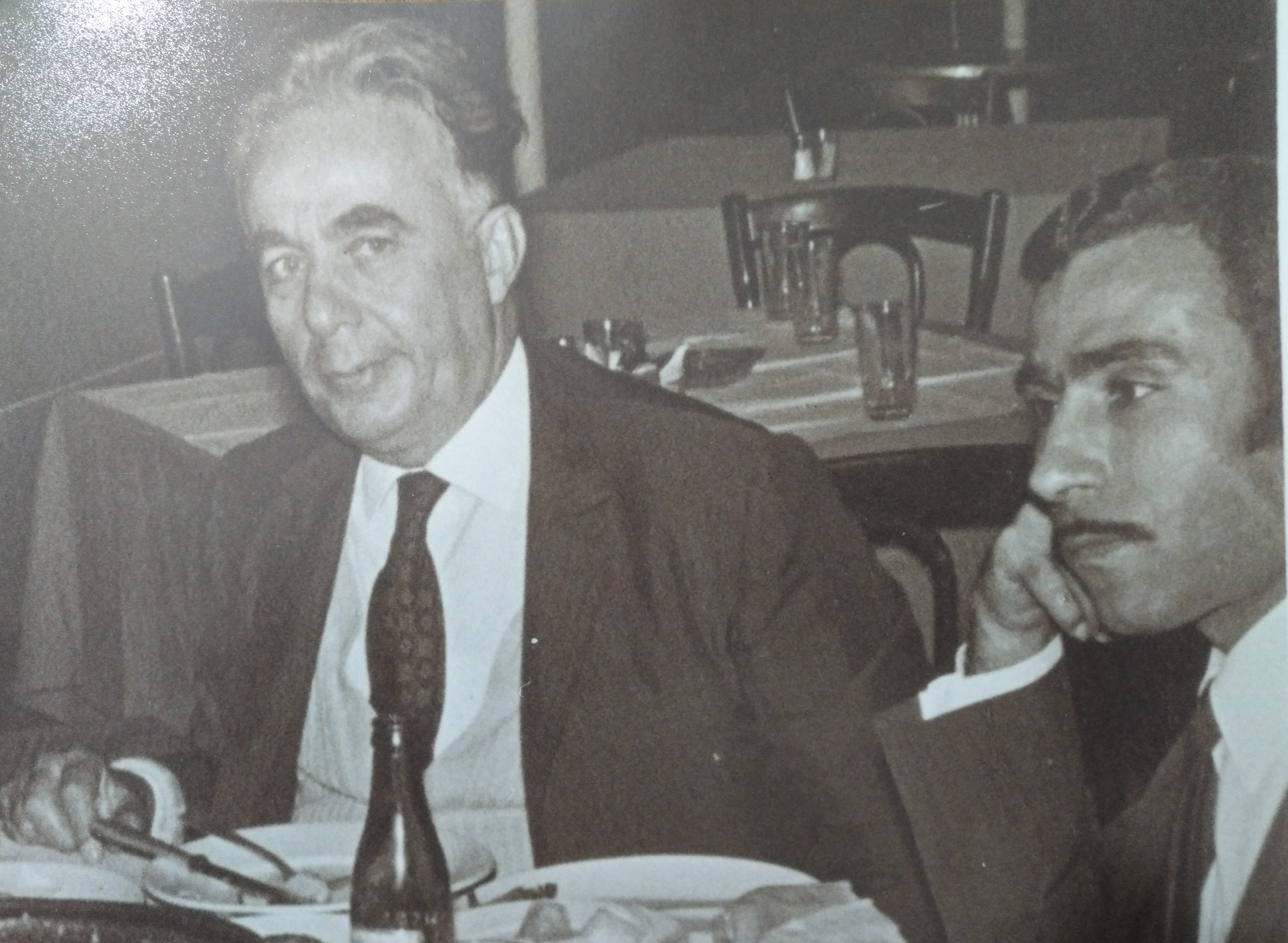
منيف موسى مع الشاعر اللبناني سعيد عقل

عمل كأستاذ زائر في أكثر من جامعة وطنية وأجنبية، كما كان أستاذًا مشاركًا في لجان مناقشات أطروحات الدكتوراه ورسائل الماجستير في عدّة جامعات وأستاذًا مُحكّمًا لبحوث علمية وأكاديمية في لبنان والعالم العربي، انصبّت اهتماماته في بحوثه حول: التراث، المعاصرة، الحداثة، النقد والأدب المقارنين، مؤلفاته معتمدة في غير جامعة عربية وأجنبية، تقوم حول كتاباته وشعره دراسات أكاديمية وأبحاث أدبية. شارك في وضع الموسوعة العلمية المبسطة – إصدار دار العودة بيروت -، حرَّر في أكثر من موسوعة علمية وحضارية، وعمل مسؤولًا عن المنشورات الأدبية والمدرسية في عدّة دور نشر في لبنان. حرَّر في أكثر من صحيفة ومجلة لبنانية وعربية. بان نبوغه منذ صغره، فعندما أصدر ديوانه الشعري الأول «لُنى» كان ما يزال في عمر الصبا، وقال عنه الشاعر اللبناني سعيد عقل في جريدة لسان الحال عام 1965م في ديوانه:
| منيف سالم موسى | قرأنا مجموعة لُنى لمنيف موسى، ولا كلمة نابية…إطلالات شعرية ونغم حلو , ما أجمل ان ترى فرخ النسر يتدرّب على تحريك الجناح. | منيف سالم موسى |

### أنشطة ثقافيّة متخصّصة

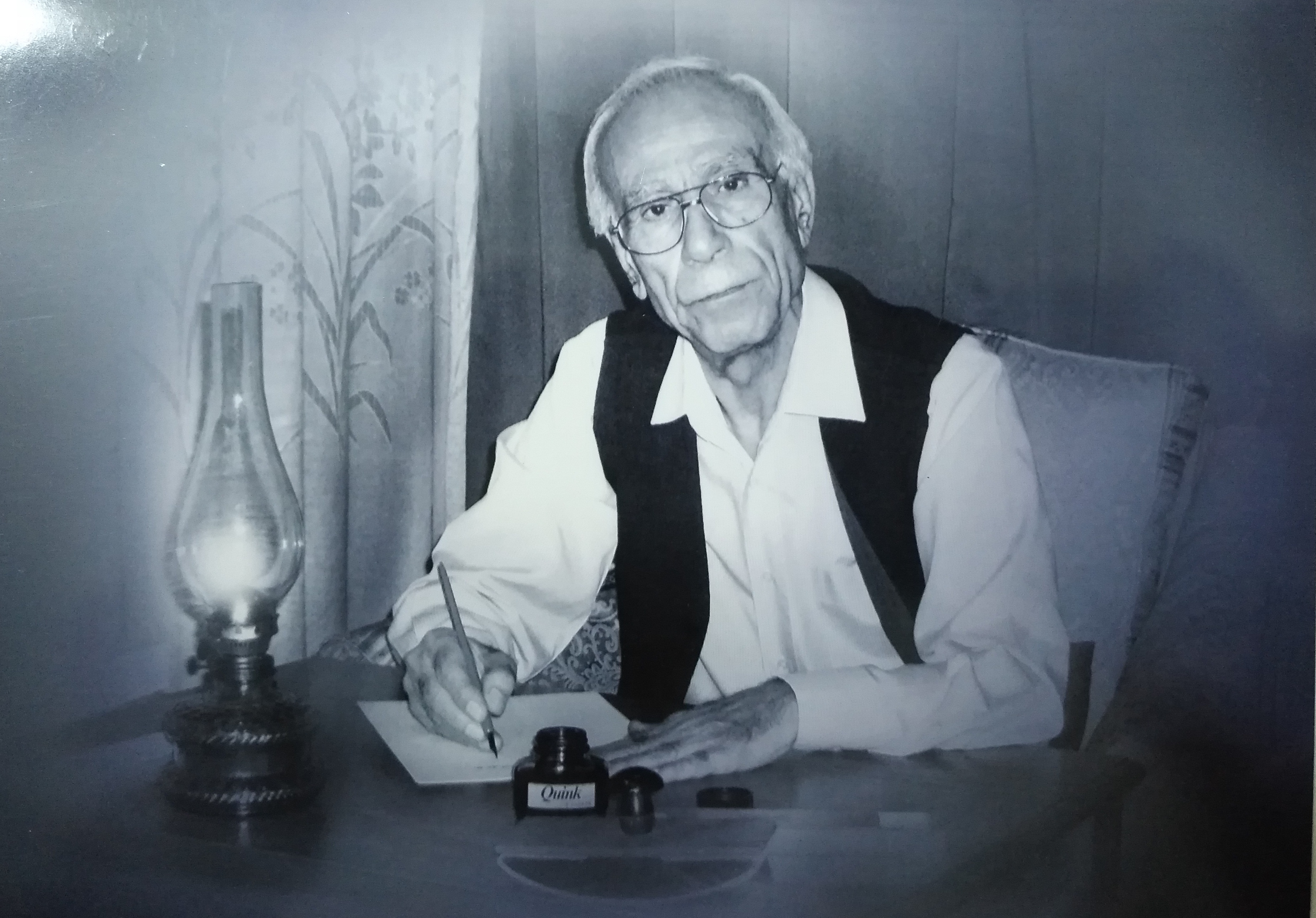
الدكتور منيف موسى

عضو اتحاد الكتّاب اللبنانيين، وعضو اتحاد الكتّاب العرب، وعضو الاتحاد العام للكتّاب والأدباء العرب، وعضو المجلس الثقافي للبنان الجنوبي، وعضو مجلس أمناء مؤسسة جائزة عبد العزيز سعود البابطين للإبداع الشعري – الكويت، من مؤسسي ديوان أهل القلم، عضو لجنة مئوية كرم ملحم كرم، عضو منبر صادر للفن والثقافة (سابقًا)، عضو لجنة الصبّاح الوطنية (سابقًا)، عضو المجلس الاستشاري العلمي الأكاديمي في الجامعة الإسلامية في لبنان. له بحوث منشورة في مجلات محكمة لبنانية وعربية، وفي صحف ودوريات أدبية وفكرية. تُرجم شعره إلى اللغة الإنجليزية واللغة الفرنسية. مؤلفاته معتمدة في أكثر من جامعة لبنانية وعربية. حاضر وشارك وخطب في غير مناسبة ثقافية وأدبية وفكرية ووطنية. أسهم في تأسيس أكثر من جمعية أدبية وفكرية واجتماعية.

### كُتُبٌ عنه[7]
- مرايا الزمان أو (منيف موسى في ثلاث وثلاثين سنة من حياته الفكرية والأدبية) – 1999.
- سمفونيا الشعر، دراسة فنية في شعر منيف موسى، بقلم نادية كرّيت – مكتبة بيسان، بيروت 2004.[16]
- منيف موسى، شاعر من لبنان[17]، ترجمات بالفرنسية لبعض شعره ونثره، ترجمة جمال عتيّق روكز، 2004.
- البنية الجمالية في شعر منيف موسى، بقلم عبد الكريم الحبيب.[18]، (جامعة البعث، سورية) منشورات مكتبة صادر – ناشرون، بيروت، 2010.
- صورة الحُب في شعر منيف موسى –رسالة ماجستير في اللغة العربية وآدابها– كلية الآداب والعلوم الإنسانية –الجامعة اللبنانية– إعداد هند صْعَيْب.
- منيف موسى في بعض سيرة ثقافية.
- المنيف – من سيرة ثقافية.

### ورد اسمه[19]
ورد اسمه في معجم أدباء العرب –اتحاد الكتّاب العرب- دمشق، وفي موسوعة معجم الشعراء العرب المعاصرين –إصدار مؤسسة جائزة عبد العزيز سعود البابطين للإبداع الشعري- (الكويت)، وفي كتاب «وجه لبنان الأبيض» (معجم القرن العشرين) وضع طوني يوسف ضو – بيروت، وفي معجم أسماء العلم في لبنان – وضع د. جميل جبر، بيروت 2003، وفي موسوعة «الموسوعة المصورة للقرى والمناطق اللبنانية وحكاياتها» دراسة وإعداد راجي الأسمر، بيروت، 1998، وفي معجم موسوعة أدباء لبنان وشعرائه، إعداد د. إميل يعقوب – دار نوبليس – بيروت، وفي غير معجم وموسوعة.
وردت له مختارات شعرية في موسوعة: مختارات من الشِّعر العربي في القرن العشرين، الجزء الرابع، إصدار مؤسسة جائزة عبد العزيز سعود البابطين للإبداع الشعري (الكويت). وفي كتاب: زحلة الديوان –إعداد أندره بركات عقل– بلدية زحلة، الكلية الشرقية، مجلس قضاء زحلة الثقافي، 2004.

## مؤلّفاته

### الأكاديميّة المنشورة[1][2][5][24]

#### مقارنة
- الشعر العربي الحديث في لبنان[21] مرحلة 1914م – 1945م. دراسة أدبية مقارنة.[25]
- نظرية الشعر عند الشعراء النقّاد في الأدب العربي الحديث من خليل مطران إلى بدر شاكر السّياب. دراسة نقدية مقارنة.[26][27]
- محمد الفيتوري[28] شاعر الحسّ والوطنية والحب.[21] دراسة أدبية نقديّة.[29]
- في الشعر والنقد.[30] دراسات نقدية وأدبية.[31]
- شجرة النقد دراسات نقدية.
- في الحقيقة الأدبية.[32] دراسات نقدية.
- قراءات لبنانية في الأدب والنقد واللغة.[33]

#### تحليليّة
- الجاحظ في حياته وفكره وأدبه. دراسة أدبية تحليلية.
- أمين الريحاني في حياته وفكره وأدبه. دراسة أدبية تحليلية.
- سليمان البستاني في حياته وفكره وأدبه. دراسة أدبية تحليلية.[34]

#### بحث
- التراث والأصالة وجبران. بحث في التراث والحداثة.[35]
- الديوان النثري لديوان الشعر العربي الحديث.[21] جمع وتقديم.
- قراضة الذهب في نقد أشعار العرب، لابن رشيق.[36] تحقيق.
- فصول من دفتر الأدب. دراسات ومقالات.
- بحث عن مترجم الإلياذة، سليمان البستاني، في الموسوعة المارونيّة، مجلد الحرف B.
- نظرية الشعر عند نازك الملائكة. بحث.
- أمين الريحاني: لبنانيته والعروبة.[37] بحث.
- ميخائيل نعيمة في لبنان. بحث.[22]
- نظرية الشعر عند سعيد عقل. بحث.
- سعيد عقل وأنا.[38] محاضرة.
- وشم على جبين مراهق وكتابات من زمن الصبا.[39]
- مي زيادة وردة لبنان في أدب العرب. بحث.
- دفاعًا عن اللغة العربية. بحث.
- سنابل الغروب - مجموعة فصول في الشعر والنقد [40]

### الشعريّة

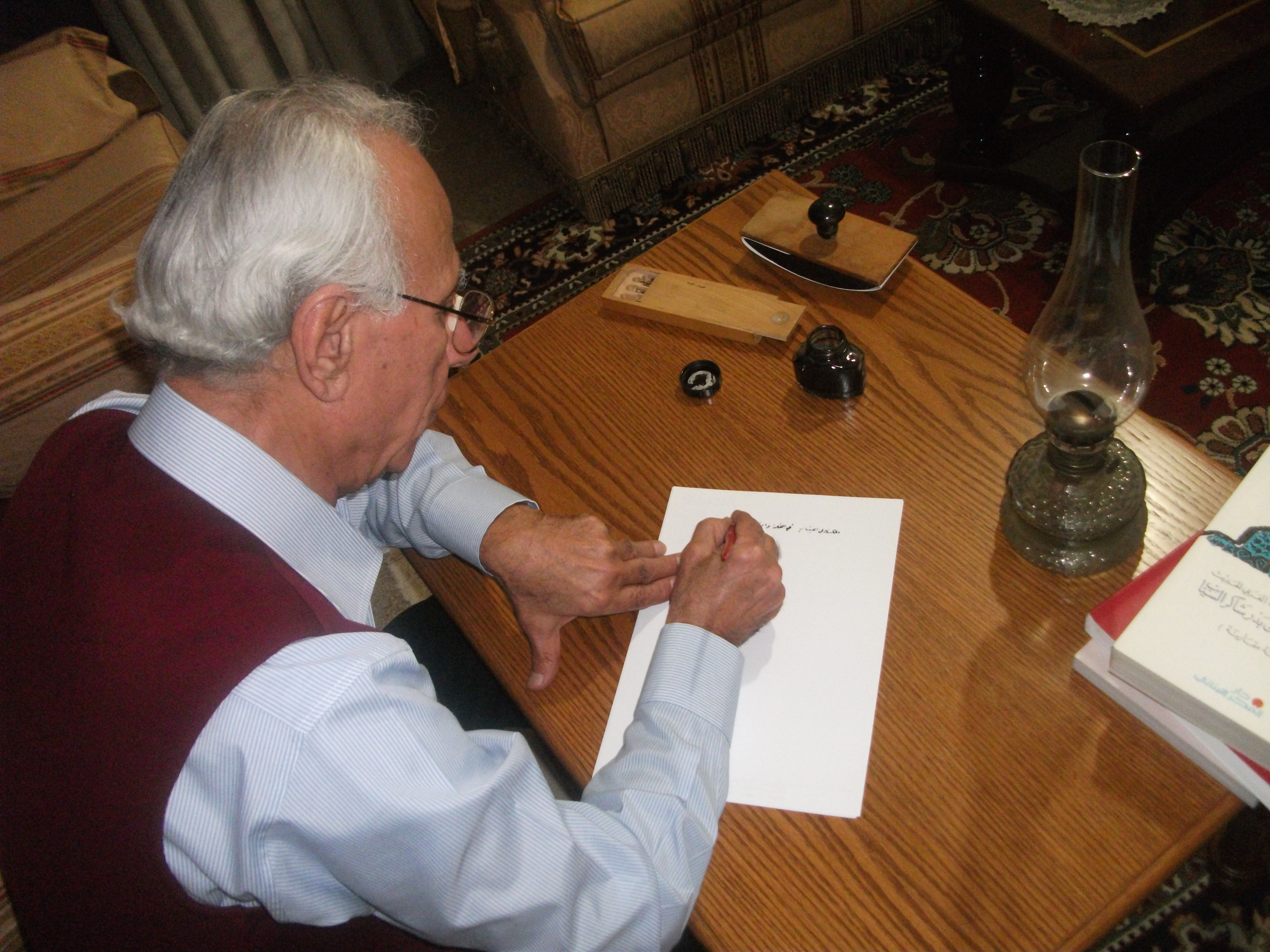
كتابة قصيدة

- لُنى - مجموعة شعريّة من شعر الصبا.[21]
- مواسم الحب والموت[41] – قصيدة طويلة.
- عاشق من لبنان[42] – مجموعة شعريّة.
- إيقاعات على دفتر الحب[43] – مجموعة شعريّة.
- مهرجان النار – مجموعة شعريّة.
- الديوان – الأعمال الشّعرية الكاملة.
- فرس الجمال – مجموعة شعريّة.
- عربة الياسمين[44] – مجموعة شعريّة.
- Florilège – مجموعة مختارة من شعره مترجمة إلى الفرنسية، ترجمة أمين زيدان.
- Poems – ترجمة ديوان عاشق من لبنان إلى الإنكليزيّة ترجمة، د. الياس أبو سابا.
- لكِ أناشيدي[45] – مجموعة شعريّة، مع رسوم.
- القدس – قصيدة طويلة.
- كتاب أميرة – مجموعة شعريّة، مع رسوم.
- مزامير الورد – أناشيد في الحُبّ، قدّم لها المطران جورج خضر.
- القبة الحمراء – مجموعة شعريّة.
- تجلّيات العشق – أناشيد في الحُبّ.

## الندوات والمؤتمرات
شارك في مؤتمرات وندوات علميّة وأكاديميّة عديدة في لبنان والخارج. وشارك في ندوات متلفزة ومذاعة ومكتوبة في العديد من وسائل الإعلام المرئي والمسموع والمكتوب.

### الندوات
- ندوة حول ميخائيل نعيمة [46] الجامعة اللبنانيّة، صيدا، 1978 الجمهوريّة اللبنانيّة.
- ندوة حول جبران خليل جبران بمناسبة مئوية ولادته، الجامعة اللبنانيّة، صيدا، 1983.
- ندوة عن الياس أبو شبكة في خمسينيّته، جامعة سيدة اللويزة، زوق مصبح، 1997 [منزل أبي شبكة].
- ندوة أمين الريحاني، بيت المستقبل ولجنة متحف الريحاني، النقاش، 1986.
- سلسلة الندوات الثقافيّة «الأدب اللبنانيّ الحيّ»، الجامعة اللبنانيّة، كليّة الآداب، الفرع الثاني، الفنار، 1987.
- الندوة الدراسيّة (مهرجان المربد الشّعري التاسع)[47] وزارة الثقافة والإعلام، بغداد، 1988.
- ندوة حسن كامل الصباح ودور لبنان العلميّ، الحركة الثقافيّة، أنطلياس، ولجنة الصبّاح الوطنيّة، دير مار الياس أنطلياس، 1988.
- الندوة الدراسيّة (مهرجان المربد الشّعري العاشر)[48]، وزارة الثقافة والإعلام، بغداد، 1989.
- ندوة لقاء الثلاثاء (الشهر الأدبيّ)، كليّة بيروت الجامعيّة، بلاط، جبيل، 1989.
- ندوة الدورة الثالثة (دورة محمود سامي البارودي)[49] لمؤسسة جائزة عبد العزيز سعود البابطين للإبداع الشّعريّ، القاهرة، 1992.
- ندوة عن الاتباعيّة في الشّعْر العربيّ المعاصر، اتحاد الكتّاب اللبنانيّين، معرض بيروت الدائم للكتاب، 1995.
- ندوة حول شعر إيليا أبو شديد – مجلس الفكر، بيت مري (لبنان).
- ندوة الدورة الخامسة (دورة العدواني) لمؤسسة جائزة عبد العزيز سعود البابطين للإبداع الشّعريّ، أبو ظبي، 1996.
- ندوة عن أمين الريحاني في خمسينيّة قلب لبنان، جامعة سيدة اللويزة، زوق مصبح، 1997.
- ندوة الدورة السادسة (دورة الأخطل الصغير) لمؤسسة جائزة عبد العزيز سعود البابطين للإبداع الشّعريّ،بيروت، قصر الأونسكو، فندق بورتيميليو، جونيه، 1998.
- يوم كرم ملحم كرم، ندوة، جامعة سيدة اللويزة (الشوف)، دير القمر.
- ندوة عن شعر الدكتور ميشال سليمان، نقابة الصحافة، بيروت.
- ندوة عن أدب أمين نخله، جمعية أهل الفكر، معهد الرسل، جونيه، 2002.
- ندوة عن شّعر شفيق المعلوف، جمعية أهل الفكر، زحلة، 2002.
- ندوة عن شّعر جوزيف نجيم، جمعية أهل الفكر، جامعة سيدة اللويزة، زوق مصبح، 2003.
- ندوة عن شّعر صلاح لبكي، جامعة سيدة اللويزة. وفي بيت الفنّ والثقافة – سراي الفنّ – بكفيا – لبنان.
- ندوة عن لغة الإعلام في لبنان، النادي الثقافيّ العربيّ، بيروت.
- ندوة عن أمين الريحاني، الجامعة اللبنانيّة الأميركيّة،بيروت.
- ندوة عن ميخائيل نعيمة، الجامعة الأميركيّة للعلوم والتكنولوجيا، بيروت.
- ندوة عن نازك الملائكة، معرض الكتاب العربيّ، النادي الثقافيّ العربيّ، بيروت، 2007.
- ندوة عن الشّيخ عبد الله العلايلي – مركز التّراث اللّبنانيّ – الجامعة اللّبنانيّة الأميركيّة في بيروت
- ندوة عن سعيد عقل بمناسبة مئوية ولادته – جامعة سيّدة اللويزة – ذوق مصبح – كسروان.

### المؤتمرات
- مؤتمر: لبنان الثقافة والتغيير[50]، الحركة الثقافيّة، أنطلياس، دير مار الياس أنطلياس، 1988.
- المؤتمر الأول للشعر العاميّ اللبنانيّ، وزارة الثقافة والتعليم العالي، أدونيس، زوق مكايل، 1995.
- المؤتمر الأول حول القصة في لبنان، الجامعة اللبنانيّة، كليّة الآداب، الفرع الثاني، الفنار، 1995.
- مؤتمر (العربيّة في لبنان)، جامعة البلمند، 1997.
- المؤتمر الثاني للثقافة الشّعبيّة اللبنانيّة-العربيّة، وزارة الثقافة، وحلقة الحوار الثقافيّ، بيروت 1999 [قصر الأونيسكو].
- مؤتمر الشّعر العربيّ الحديث (شعر المهاجَر)، جامعة سيدة اللويزة، برسا (الكورة).
- مهرجان الشّعر، المجلس الثقافي في زحلة، زحلة.
- مهرجان الشِّعْر – بشرّي.
- بانورميّة المشهد الشّعريّ في لبنان – الجامعة اللبنانيّة – الإدارة المركزيّة.

## حفلات تكريميّة
- كليّة الآداب والعلوم الإنسانيّة – الجامعة اللبنانيّة – الفنار.
- مجلس الفكر – بيروت.
- المركز الثقافيّ للبحوث والتوثيق – صيدا.[23]
- ندوة خميس وجمعية الشبيبة – بعلبك.
- إذاعة صدى لبنان – الميّة وميّة.
- صادر للفن والثقافة – بيروت.
- أصدقاء منيف موسى – الميّة وميّة.
- المعهد الأنطوني – الحدث – بعبدا.
- الملتقى الثقافيّ لبلاد جبيل وتنورين – جبيل.
- جامعة الشرق الأوسط – بيروت.
- مغارة جعيتا – جعيتا – كسروان.
- منتدى ميشال جحا الإبداعيّ – أدما (كسرون).
- المركز الثّقافي – بلدية سن الفيل – بيروت.
- منتدى ميشال جحا الإبداعي – (أدما – كسروان).
- دار نعمان للثقافة[51] – جونيه.
- المركز الثقافيّ لبلدية سن الفيل – بيروت.
- مُنح عدة دروع وشهادات تقديريّة من جهات رسميّة وصروح أكاديميّة.[52][53]